# Туран, Митхас
Митхас Туран (настоящее имя — Александр Яковлевич Черпаков; 21 июня 1929, Хакасский округ, Сибирский край — 6 мая 1992, Хакасия) — хакасский прозаик.

## Биография
Митхас Туран родился в улусе Мурза (ныне в Аскизском районе Хакасии) 21 июня 1929 года. Образование получил в Абаканском педагогическом институте. Работал учителем, а также журналистом в газетах «Хакасский труженик» и «Ленин чолы».  
Умер 6 мая 1992 года. Похоронен в с. Верх-Аскиз Аскизского района Республики Хакасия.

## Творчество
Первые произведения Митхаса Турана были напечатаны в конце 1950-х годов. В тот период они печатались в местных газетах и литературных альманахах «Сибирские огни», «Енисей», Новь. Первым авторским сборником Митхаса Турана стал в 1972 году «Сайлабан сурместер», а в 1984 вышел второй его сборник — «Чуртас чолларынча». Основные темы рассказов Турана — человеческие судьбы и внутренний мир людей, традиции хакасского народа, судьба женщины. Из крупных произведений Турана известна драма «Камат» о тружениках тыла в период Великой Отечественной войны. Также его перу принадлежат повесть «Ветвистый тополь».

### На хакасском языке
- Амзаракова, Н. А. Александр Яковлевич Черпаковтыӊ (Митхас Туран) чуртас чолы / Н. А. Амзаракова // Тигiр хуры. – 2009. – № 1. – C. 24.
- Майнагашева, Н. С. Митхас Туранныӊ чайаачызынаӊар / Н. С. Майнагашева // Инесай. – 2014. – № 13. – C. 96–97.
- Султреков, А. Е. Ада чирiн аарлаҷаӊ / А. Е. Султреков // Хабар. – 2019. – 14 июнь (№ 63). – C. 15.
- Султреков, А. Е. Нимее ол хомзынған: Хабарӌы, писатель А. Я. Черпаковтыӊ 85 чазына / А. Е. Султреков // Хабар. – 2014. – 20 июнь (№ 70). – C. 9.